# 2009 في لبنان
فيما يلي قوائم الأحداث التي وقعت خلال عام 2009 في لبنان.

## أحداث
- 7 يونيو – الانتخابات البرلمانية اللبنانية 2009

## سياسة

### تعيين في المنصب
- 9 نوفمبر – سعد الدين الحريري رئيس وزراء لبنان.

### انتهاء فترة المنصب
- 1 يناير – سمير فرنجية عضو مجلس النواب اللبناني.
- 9 نوفمبر – فؤاد السنيورة رئيس وزراء لبنان.

## أفلام
من الأفلام التي صدرت هذه السنة في لبنان:
- 1 يناير – شربل
- 1 يناير – لبنان من إخراج صاموئيل معاذ.

## موسيقى

### ألبومات
من الألبومات التي صدرت هذه السنة في لبنان:
- 10 يونيو – خليني شوفك من غناء نجوى كرم.

## كتب
من الكتب التي صدرت هذه السنة في لبنان:
- 1 يناير – اسمه الغرام من تأليف علوية صبح.

## وفيات

### يناير
- 13 يناير – منصور الرحباني (مواليد 1925) ملحن لبناني.

### يونيو
- 13 يونيو – فتحي يكن (مواليد 1933)

### يوليو
- 13 يوليو – أمين الحافظ (مواليد 1926) سياسي لبناني.